# 安蒂·图伦海莫
安蒂·阿加顿·图伦海莫（芬蘭語：Antti Agathon Tulenheimo，1879年12月4日—1952年9月3日），芬兰政治家，所属党派为民族联合党。他在1925年担任过芬兰总理。
1918年11月至1919年4月他担任内务部长，1931至1944年间担任赫尔辛基市长，1926至1930年间担任赫尔辛基大学校长。